# 府中競馬正門前站

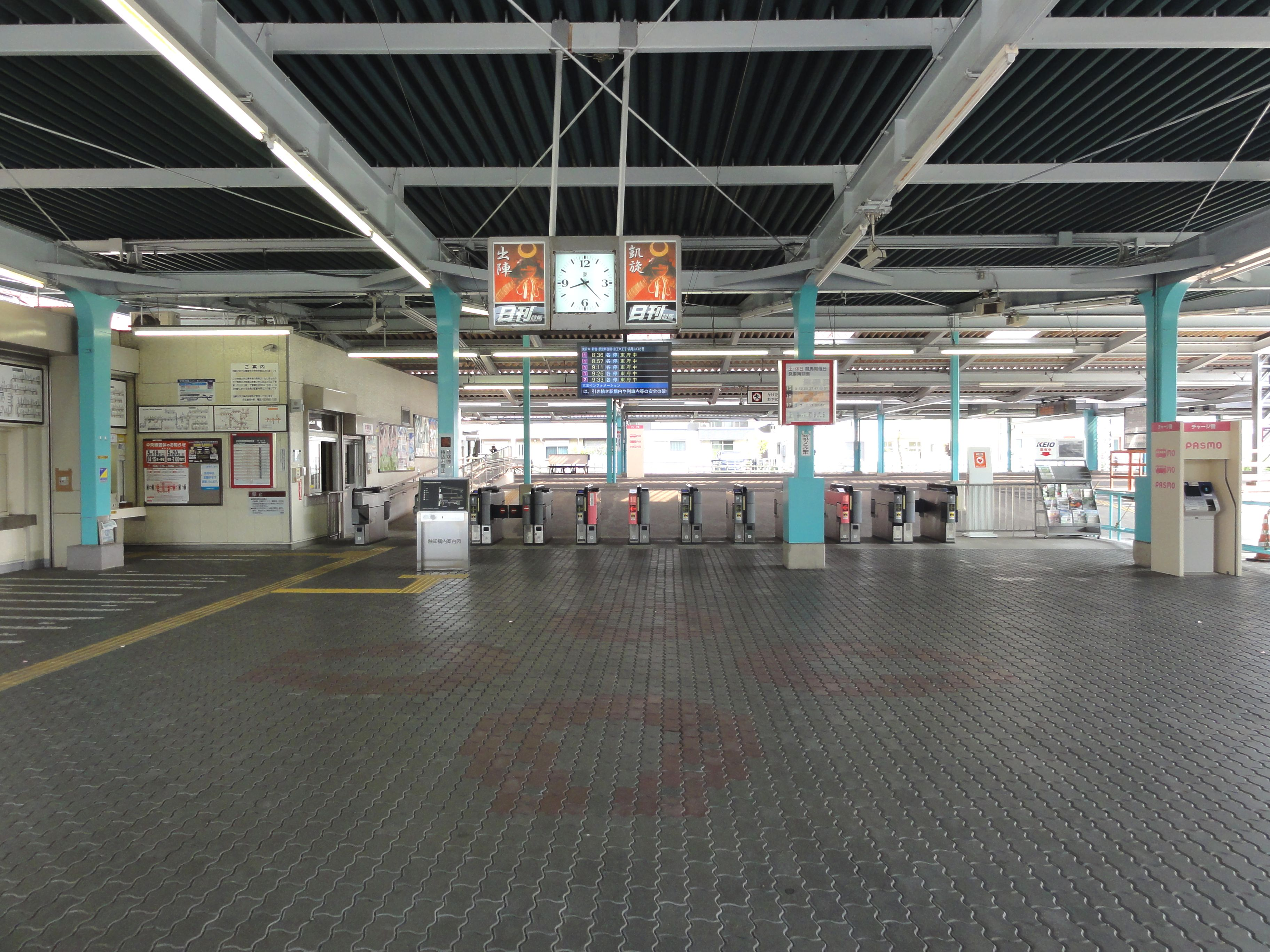
剪票口（2012年5月）

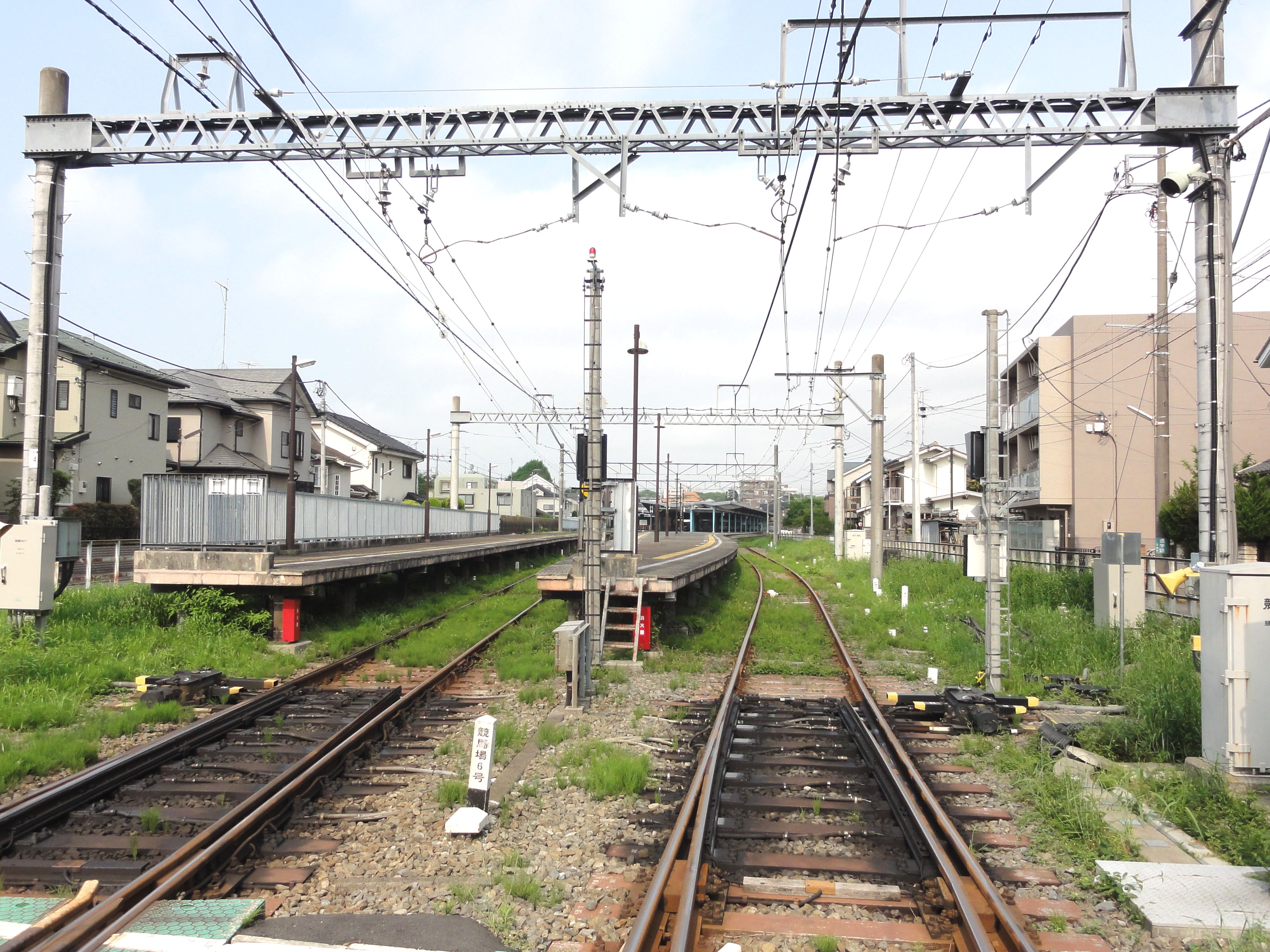
月台（2012年5月）

府中競馬正門前站（日语：／ Fuchū-keiba-seimonmae eki */?）是一個位於東京都府中市八幡町一丁目，屬於京王電鐵競馬場線的鐵路車站。車站編號是KO46。

## 歷史
- 1955年4月29日：開業。

### 站名由來
是東京競馬場的最近站，因此以該競馬場的通稱「府中競馬場」命名為「府中競馬正門前」。不以正式名稱「東京競馬場」命名是因為過去日本國有鐵道（國鐵）下河原線已有東京競馬場前站。

## 車站構造
本站是競馬場線的終點站，為港灣式月台2面2線地面車站。剪票口位於線路末端側，剪票口外是往東京競馬場的陸橋。
平日是2輛編組的一人控制列車，周六日以8輛編組為主，賽馬時期以外全部列車皆使用1號月台。此外，平日早晨尖峰時刻曾有往新宿的各站停車班次，該列車是特定都市鐵道整備促進特別措置法（特特事業。早晨尖峰時刻至新宿的電車為10輛編組）對象，2號月台長度可停靠10輛編組。
賽馬時期增開往5班新線新宿的臨時急行。此臨時急行使用10輛編組，因此全由2號月台發車。

### 月台配置
| 月台 | 路線     | 目的地                                         |
| ---- | -------- | ---------------------------------------------- |
| 1、2 | 競馬場線 | 東府中、新宿、新宿線、京王八王子、高尾山口方向 |

1號月台對面還有下車專用的月台，但現在停止使用。

## 使用情數
2016年度1日平均上下車人次為3,209人。京王電鐵全線最少人使用的車站，絕大多數為非持定期票的使用者為本站特色。
開業後的一日平均上下車、上車人次如下表。
| 年度               | 1日平均 上下車人次 | 1日平均 上車人次 | 來源     |
| ------------------ | ------------------ | ---------------- | -------- |
| 1955年（昭和30年） | 926                |                  |          |
| 1960年（昭和35年） | 1,830              |                  |          |
| 1965年（昭和40年） | 3,275              |                  |          |
| 1970年（昭和45年） | 7,159              |                  |          |
| 1974年（昭和49年） | 8,841              |                  |          |
| 1975年（昭和50年） | 8,405              |                  |          |
| 1980年（昭和55年） | 6,058              |                  |          |
| 1985年（昭和60年） | 3,769              |                  |          |
| 1990年（平成02年） | 5,756              | 2,663            | [ * 1 ]  |
| 1991年（平成03年） |                    | 2,932            | [ * 2 ]  |
| 1992年（平成04年） |                    | 3,047            | [ * 3 ]  |
| 1993年（平成05年） |                    | 3,175            | [ * 4 ]  |
| 1994年（平成06年） |                    | 3,523            | [ * 5 ]  |
| 1995年（平成07年） | 7,480              | 3,555            | [ * 6 ]  |
| 1996年（平成08年） |                    | 3,304            | [ * 7 ]  |
| 1997年（平成09年） |                    | 3,118            | [ * 8 ]  |
| 1998年（平成10年） |                    | 3,167            | [ * 9 ]  |
| 1999年（平成11年） |                    | 3,120            | [ * 10 ] |
| 2000年（平成12年） | 7,225              | 3,022            | [ * 11 ] |
| 2001年（平成13年） |                    | 2,682            | [ * 12 ] |
| 2002年（平成14年） | 4,562              | 1,885            | [ * 13 ] |
| 2003年（平成15年） | 4,705              | 2,142            | [ * 14 ] |
| 2004年（平成16年） | 4,417              | 1,986            | [ * 15 ] |
| 2005年（平成17年） | 3,877              | 1,910            | [ * 16 ] |
| 2006年（平成18年） | 3,396              | 1,795            | [ * 17 ] |
| 2007年（平成19年） | 3,619              | 1,937            | [ * 18 ] |
| 2008年（平成20年） | 3,479              | 1,841            | [ * 19 ] |
| 2009年（平成21年） | 3,379              | 1,756            | [ * 20 ] |
| 2010年（平成22年） | 3,163              | 1,630            | [ * 21 ] |
| 2011年（平成23年） | 2,944              | 1,511            | [ * 22 ] |
| 2012年（平成24年） | 3,088              | 1,581            | [ * 23 ] |
| 2013年（平成25年） | 3,115              | 1,581            | [ * 24 ] |
| 2014年（平成26年） | 3,160              | 1,592            | [ * 25 ] |
| 2015年（平成27年） | 3,190              |                  |          |
| 2016年（平成28年） | 3,209              |                  |          |

## 車站周邊
本站是東京競馬場的最近站，賽馬時人潮洶湧，其他時間的利用者十分稀少。競馬場外除了小形商店外，多為住宅。府中站、東府中站皆在步行圈內（約600公尺）。與其他車站相比，首班車時間較晚，末班車時間較早（本站始發列車在6點，平日末班車在晚上10點，周六日在晚上9點左右），末班車至首班車之間的時間須改為利用府中站。平時約每20分一班車。
- 東京競馬場
  - JRA競馬博物館（日语：JRA競馬博物館）
- 京王電鐵京王線府中站
- 東日本旅客鐵道（JR東日本）南武線、武藏野線府中本町站
- 大國魂神社
- 府中八幡宿郵便局

## 軼事
除舉行賽事的日子，本站平日的使用量並不高，而且作為支線的終點站，作為起點站的鄰站東府中站的步行距離也不足1公里，而且又是急行和快速列車的停車站，也使車站附近的居民多採用東府中站而非本站。然而，車站附近卻是不少鐵道攝影及廣告拍攝喜愛取景的地方之一，當中更包括由日本中央競馬會所拍攝的宣傳廣告。另外，2007年上演的電影《嫌豬手事件簿》，其中一個場景亦是取材於此站。

## 相鄰車站
京王電鐵
 競馬場線
■急行（賽馬日時只限上行）、■各站停車
東府中（KO23）－府中競馬正門前（KO46）

## 外部連結
- 府中競馬正門前 - 京王電鐵